# Edward Ravasi
Edward Ravasi (Varese, Llombardia, 5 de juny de 1994) és un ciclista italià, professional des del 2017, actualment a l'equip Eolo-Kometa Cycling Team.

## Palmarès
- 2014
  - 1r al Giro del Canavese
  - Vencedor d'una etapa al Giro delle Valli Cuneesi
- 2015
  - 1r al Giro a la Província de Biella
  - 1r al Memorial Gerry Gasparotto
- 2016
  - 1r al Giro a la Província de Biella
  - 1r al Trofeu SC Corsanico
  - Vencedor d'una etapa a la Volta al Bidasoa
  - Vencedor d'una etapa al Giro de la Vall d'Aosta

### Resultats al Giro d'Itàlia
- 2017. 80è de la classificació general
- 2021. 46è de la classificació general

### Resultats a la Volta a Espanya
- 2018. 39è de la classificació general